# Proterorhinus semilunaris
Proterorhinus semilunaris és una espècie de peix de la família dels gòbids i de l'ordre dels perciformes.

## Morfologia
- Els mascles poden assolir 9 cm de longitud total.[1][2]

## Alimentació
Menja invertebrats bentònics.

## Hàbitat
És un peix d'aigua dolça, de clima temperat i bentopelàgic.

## Distribució geogràfica
Es troba a Bulgària, tot i que, com una espècie invasiva, ha colonitzat el curs superior del riu Danubi fins al sud d'Alemanya.

## Observacions
És inofensiu per als humans.